# 전력 변환
전력 변환(電力變換, 영어: electric power conversion) 또는 전력 변환 기술(電力變換技術, electric power conversion technique)은 전기공학, 전력공학 및 전력산업에서 사용하는 명칭으로, 직류(DC)와 교류(AC) 간의 변환, 전압과 전류 그리고 주파수를 조정하는 기술을 의미한다. 전력 변환의 목적은 "사용자 부하가 요구하는 형태로 전압과 전류를 최적화하여 전기 에너지의 흐름을 안정적으로 처리하고 제어하는 것"이다. 예를 들어, 일반적인 충전기는 교류 입력을 직류 출력으로 변환하는 정류기(rectifier) 기술을 사용하여 배터리에 필요한 전원을 공급한다.
전력 변환기(power converter)는 전력 변환 기술을 구현한 장치이다. 변압기처럼 단순한 장치일 수도 있고, 공진형 컨버터(resonant converter)처럼 고도의 설계가 요구되는 복잡한 장치일 수도 있다. 전력 변환기는 안정성과 신뢰성을 높이기 위해 중복 설계(redundancy, 다중 설계, 동일한 기능을 하는 부품이나 장치를 여러 개 사용하는 설계 방식)와 전압 조정 기능을 포함하는 경우가 많다.

## 전력 변환의 분류
전력 변환 및 전력 변환기는 변환하는 전력의 형태에 따라서 분류할 수 있다.
- DC-DC 변환 (DC/DC)
- DC-AC 변환 (DC/AC)
- AC-DC 변환 (AC/DC)
- AC-AC 변환 (AC/AC)

### DC-DC 변환
- 선형 레귤레이터
- 전압 조정기
- 전동 발전기
- 로터리 변환기
- 스위치 모드 파워 서플라이

### DC-AC 변환
- 인버터
- 전동 발전기
- 로터리 변환기
- 스위치 모드 파워 서플라이

### AC-DC 변환
- 정류기
- 메인스 전원 공급 장치(PSU)
- 전동 발전기
- 로터리 변환기
- 스위치 모드 파워 서플라이

### AC-AC 변환
- 변압기 또는 단권변압기
- 전압 변환기
- 전압 조정기
- 사이클로컨버터: 특정 교류 전압의 주파수를 먼저 직류 전압으로 변환하지 않고 다른 주파수의 교류 전압으로 직접 변환하는 주파수 컨트롤러이다.
- 가변 주파수 트랜스포머
- 전동 발전기
- 로터리 변환기
- 스위치 모드 파워 서플라이

## 같이 보기
- 전원 공급 장치
- 전동 발전기
- 전원 공급 장치
- 전동 발전기

## 참고 자료
- Abraham I. Pressman (1997). Switching Power Supply Design. McGraw-Hill. ISBN 0-07-052236-7.
- Ned Mohan, Tore M. Undeland, William P. Robbins (2002). Power Electronics: Converters, Applications, and Design. Wiley. ISBN 0-471-22693-9.
- Fang Lin Luo, Hong Ye, Muhammad H. Rashid (2005). Digital Power Electronics and Applications. Elsevier. ISBN 0-12-088757-6.
- Fang Lin Luo, Hong Ye (2004). Advanced DC/DC Converters. CRC Press. ISBN 0-8493-1956-0.
- Mingliang Liu (2006). Demystifying Switched-Capacitor Circuits. Elsevier. ISBN 0-7506-7907-7.